# Кортни, Чарльз, 19-й граф Девон
Чарльз Перегрин Кортни, 19-й граф Девон (англ. Charles Peregrine Courtenay, 19th Earl of Devon; родился 14 августа 1975 года) — английский аристократ и адвокат, именовавший лордом Кортни с 1998 по 2015 год. Он является членом Палаты лордов, избранным на дополнительных выборах в 2018 году.

## Ранняя жизнь
Родился 14 августа 1975 года в Эксетере, графство Девон. Единственный сын и младший ребенок Хью Кортни, 18-го графа Девона (1942—2015), и Дианы Фрэнсис Уотерстон, дочери шотландского регбиста Джека Уотерстона. У Чарльза есть три старших сестры.

## Образование и карьера
19-й граф Девон получил образование в Итонском колледже. После получения степени магистра в колледже Святого Иоанна в Кембридже в 1997 году он продолжил свое юридическое образование в юридической школе Inns of Court . Кортни был принят в коллегию адвокатов Иннер-Темпл в 1999 году и в California State Bar в 2004 году.

## Личная жизнь
Он женился на американской актрисе Эй Джей Лангер (род. 22 мая 1974) на гражданской церемонии в 2004 году . Официальная свадьба состоялась 30 апреля 2005 года в Лос-Анджелесе. Со смертью отца 18 августа 2015 года бывший лорд Кортни унаследовал титул пэра (19-го графа Девона и 15-го баронета Кортни) и поместье своего отца.
У графа и графини Девон двое детей, оба родились в Лос-Анджелесе:
- Леди Джослин Скай Кортни (родилась 31 января 2007 года)[9]
- Джек Хейдон Лангер Кортни, лорд Кортни (родился 16 августа 2009 года)[7]

Чарльз Кортни занимался юридической практикой в фирме Latham & Watkins с 2005 по 2018 год, начиная с их офиса в Лос-Анджелесе, штат Калифорния. В январе 2014 года он навсегда перевез свою семью в Лондон и переехал в лондонский офис своей фирмы. В январе 2019 года он присоединился к эксетерской фирме Michelmores в качестве партнера. В настоящее время он и его семья проживают в родовом доме семьи в замке Паудерем в Девоне, Англия.